# Saison 2018 de l'équipe cycliste Sport Vlaanderen-Baloise
La saison 2018 de l'équipe cycliste Sport Vlaanderen-Baloise est la vingt-cinquième de cette équipe.

## Préparation de la saison 2018

### Arrivées et départs
| Arrivées           | Équipe 2017      |
| ------------------ | ---------------- |
| Robbe Ghys         | Lotto-Soudal U23 |
| Milan Menten       | Lotto-Soudal U23 |
| Emiel Planckaert   | Lotto-Soudal U23 |
| Mathias Van Gompel | Lotto-Soudal U23 |
| Aaron Verwilst     | Lotto-Soudal U23 |
| Jordi Warlop       | EFC-L&R-Vulsteke |

| Départs            | Équipe 2017                  |
| ------------------ | ---------------------------- |
| Eliot Lietaer      | WB-Veranclassic-Aqua Protect |
| Ruben Pols         | retraite                     |
| Jarl Salomein      | retraite                     |
| Stijn Steels       | Veranda's Willems-Crelan     |
| Bert Van Lerberghe | Cofidis                      |
| Jens Wallays       | retraite                     |

## Coureurs et encadrement technique

### Effectif

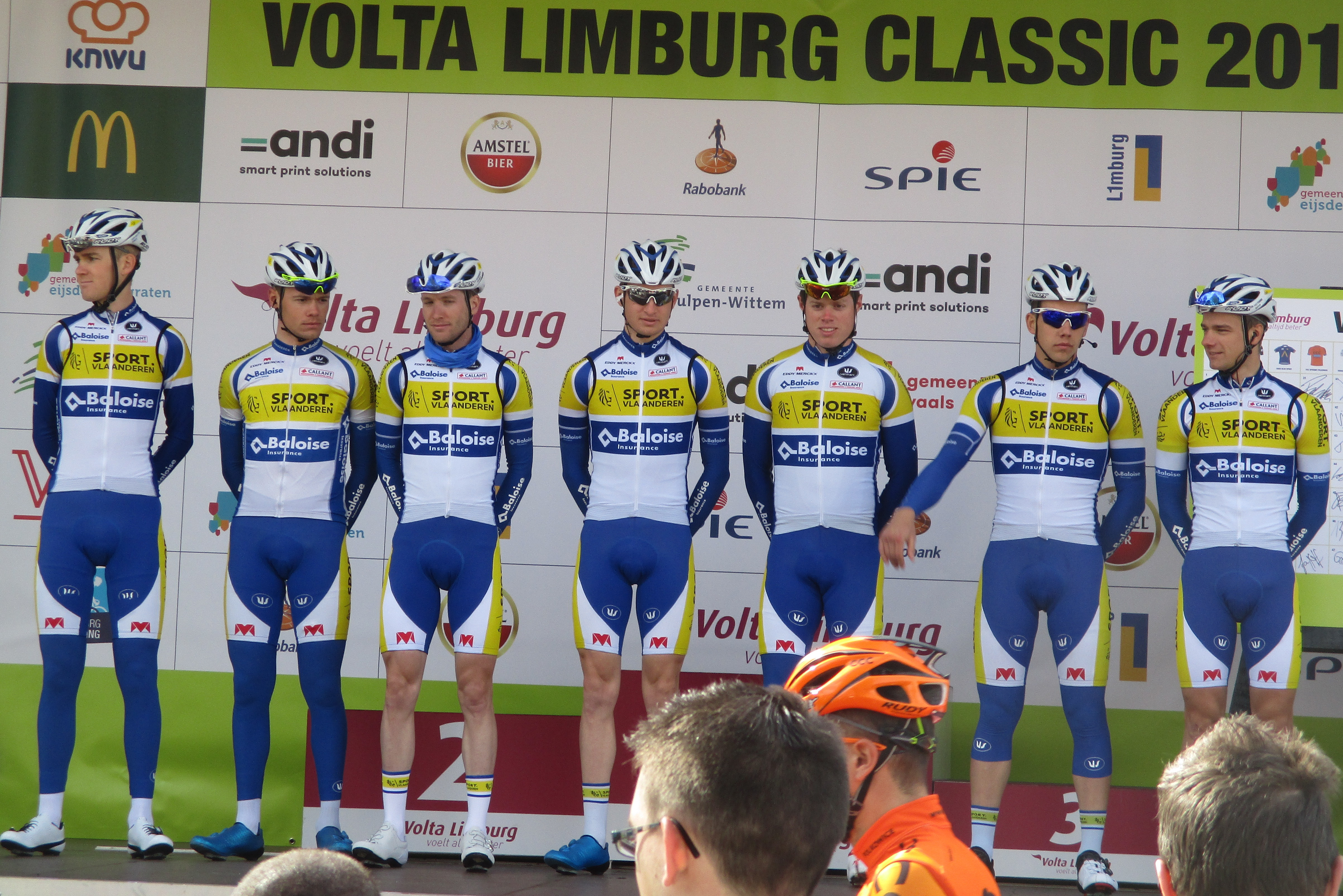
Coureurs de l'équipe lors de la Volta Limburg Classic.

| Effectif 2018                              | Effectif 2018     | Effectif 2018 | Effectif 2018                                 |
| Cycliste                                   | Date de naissance | Pays          | Équipe précédente                             |
| ------------------------------------------ | ----------------- | ------------- | --------------------------------------------- |
| Piet Allegaert                             | 20 janvier 1995   | Belgique      | EFC-Etixx (2016)                              |
| Amaury Capiot                              | 25 juin 1993      | Belgique      | Lotto-Belisol U23 (2014)                      |
| Aimé De Gendt                              | 17 juin 1994      | Belgique      | EFC-Etixx (2015)                              |
| Kenny De Ketele                            | 5 juin 1985       | Belgique      | Davitamon-Win For Life-Jong Vlaanderen (2007) |
| Moreno De Pauw                             | 12 août 1991      | Belgique      | Rock Werchter (2013)                          |
| Lindsay De Vylder                          | 30 mai 1995       | Belgique      | EFC-Etixx (2016)                              |
| Benjamin Declercq                          | 4 février 1994    | Belgique      | EFC-Etixx (2016)                              |
| Kevin Deltombe                             | 27 février 1994   | Belgique      | Lotto-Soudal U23 (2016)                       |
| Maxime Farazijn                            | 2 juin 1994       | Belgique      | EFC-Etixx (2015)                              |
| Robbe Ghys                                 | 11 janvier 1997   | Belgique      | Lotto-Soudal U23 (2017)                       |
| Milan Menten                               | 31 octobre 1996   | Belgique      | Lotto-Soudal U23 (2017)                       |
| Christophe Noppe                           | 29 novembre 1994  | Belgique      | EFC-Etixx (2016)                              |
| Emiel Planckaert                           | 22 octobre 1996   | Belgique      | Lotto-Soudal U23 (2017)                       |
| Edward Planckaert                          | 1 février 1995    | Belgique      | Lotto-Soudal U23 (2016)                       |
| Jonas Rickaert                             | 7 février 1994    | Belgique      | Ovyta-Eijssen-Acrog (2013)                    |
| Thomas Sprengers                           | 5 février 1990    | Belgique      | Lotto-Belisol U23 (2012)                      |
| Dries Van Gestel                           | 30 septembre 1994 | Belgique      | Lotto-Soudal U23 (2015)                       |
| Mathias Van Gompel                         | 24 septembre 1995 | Belgique      | Lotto-Soudal U23 (2017)                       |
| Preben Van Hecke                           | 9 juillet 1982    | Belgique      | Predictor-Lotto (2007)                        |
| Kenneth Van Rooy                           | 8 octobre 1993    | Belgique      | Lotto-Soudal U23 (2015)                       |
| Aaron Verwilst                             | 2 mai 1997        | Belgique      | Lotto-Soudal U23 (2017)                       |
| Jordi Warlop                               | 4 juin 1996       | Belgique      | EFC-L&R-Vulsteke (2017)                       |
| Sasha Weemaes (1 juill.–31 déc.)           | 9 février 1998    | Belgique      | EFC-L&R-Vulsteke (2018)                       |
|                                            |                   |               |                                               |
| Sources : ProCyclingStats Cycling Quotient |                   |               |                                               |

## Bilan de la saison

### Victoires
| Date       | Course                    | Pays    | Classe | Vainqueur  |
| ---------- | ------------------------- | ------- | ------ | ---------- |
| 27/05/2018 | 8e étape du Ras Tailteann | Irlande | 2.2    | Robbe Ghys |

### Résultats sur les courses majeures
Les tableaux suivants représentent les résultats de l'équipe dans les principales courses du calendrier international dans lesquelles l'équipe bénéficie d'une invitation (les cinq classiques majeures et les trois grands tours). Pour chaque épreuve est indiqué le meilleur coureur de l'équipe, son classement ainsi que les accessits glanés par Fortuneo-Vital Concept sur les courses de trois semaines.

#### Classiques
| Classique            | Milan-San Remo | Tour des Flandres | Paris-Roubaix | Liège-Bastogne-Liège | Tour de Lombardie |
| -------------------- | -------------- | ----------------- | ------------- | -------------------- | ----------------- |
| Coureur (classement) |                |                   |               |                      |                   |

#### Grands tours
| Grand tour           | Tour d'Italie | Tour de France | Tour d'Espagne |
| -------------------- | ------------- | -------------- | -------------- |
| Coureur (classement) |               |                |                |
| Accessits            | -             | -              | -              |